# Beretta Model 1915
Beretta Model 1915 или Beretta M1915 — полуавтоматический пистолет, производившийся компанией Beretta, разработанный Туллио Маренгони, главным инженером компании, для замены неудачного пистолета Glisenti Model 1910.
Это первый самозарядный пистолет, произведённый компанией и выпущенный в качестве служебного пистолета Королевской итальянской армии во время Первой мировой войны. Общее производство Beretta M1915 оценивается примерно в 15.600 экземпляров в период с 1915 по 1918 год и около 56.000 экземпляров Beretta M1915/1917. Некоторые из пистолетов также использовались во Второй мировой войне до 1945 года. Его конструкция с открытым затвором позже стала характерной для других пистолетов производства Beretta, таких как Beretta M1923, Beretta M1934, Beretta M1935, Beretta M1951, Beretta 70, Beretta 92, Beretta Cheetah и Beretta M9.

## История
Пистолет Glisenti Model 1910 года использовал узкий 7,65-мм патрон, который был похож на патрон 7,65×21 мм Parabellum. Позднее, когда итальянская армия посчитала патрон калибра 7,65 мм слишком слабым для военного использования, и объявила конкурс на разработку пистолетов калибра 9 мм, компания Metallurgica Bresciana Tampini адаптировала пистолет Glisenti для стрельбы патроном калибра 9 мм, увеличив размер оригинального патрона без изменения заряда. Таким образом, хотя патрон 9 мм Glisenti по размерам идентичен патрону 9 мм Luger (который был получен тем же способом из 7,65×21 мм Parabellum, но с увеличенной навеской), у патрона 9 мм Glisenti навеской примерно на 1/4 меньше, чем у оригинального военного патрона 9 мм Luger.
Когда Италия вступила в Первую мировую войну, потребность в большем количестве пистолетов резко возросла. Главный конструктор компании Beretta Туллио Маренгони завершил проект простого пистолета со свободным затвором, который мог стрелять теми же 9-мм патронами Glisenti, запатентовал его на оружейный завод Pietro Beretta 29 июня 1915 года, после чего пистолет сразу же был принят на вооружение Королевской армии, которая всего месяц участвовала в Первой мировой войне.
Он заменил ранее стоявшие на вооружении револьверы Chamelot Delvigne 1874 и Bodeo Model 1889, а также, прежде всего, Glisenti Model 1910 и Brixia Mod. 1913. Также производилась версия под патрон .32 ACP — Beretta M1917, которая была принята на вооружение итальянским Королевским флотом.
Позднее, данный пистолет был заменён моделью Beretta M1934.

## Конструкция
В варианте под патрон 9 мм Glisenti ствол открывается через открытый затвор — характерная конструкция для более поздних пистолетов производства Beretta, но в отличие от более поздних пистолетов, мушка установлена вдоль переднего конца ствола, поскольку эта часть затвора сделана открытой. В верхней части затвора находится окно для выброса гильз вместе с экстрактором, который выбрасывает гильзу вверх. Поскольку пистолет не имеет механизма затворной задержки, затвор закрывается сам по себе при извлечении пустого магазина. Имеет два затворных паза: передний позволяет производить разборку, а другой — устанавливать боковой предохранитель. Одной из необычных особенностей пистолета является то, что он имеет два ручных предохранителя: один находится на левой стороне рамки и блокирует спусковой крючок, а другой — на задней стороне рамки и не дает сработать курку.

## Варианты

### М1915/17
Данный вариант меньше и легче, чем M1915. Прямая рукоятка, наклонённая всего на 9° по отношению к стволу, имеет вертикальные насечки на накладках вместо рифлёных. Спусковая скоба имеет круглую, а не овальную форму. Предохранитель рукоятки был убран. Предохранитель, установленный на рамке с левой стороны, блокирует спусковой крючок, а также выполняет функции штифта для удержания оружия в открытом положении. Также отсутствуют пружина амортизатора и выталкиватель, функции которого выполняет ударник. Магазин вмещает 8 патронов вместо 7. Военное производство прекратилось в 1921 году, а гражданское продолжалось ещё долгое время. В 1940-х годах партия из 1500 пистолетов была отправлена финской армии.

### М1915/19
Улучшенная версия M1915/17, в которой используется тот же патрон калибра 7,65 мм, что и в пистолете M1915/17. Круглое крепление ствола, при котором ствол поднимался прямо из рамы, было заменено креплением с Т-образным пазом. Это потребовало большего отверстия в верхней части затвора, поэтому двойное отверстие в модели M1915 было заменено на одно более длинное. Затвор теперь выглядел как характерный открытый затвор пистолетов Beretta.

## На вооружении
- Финляндия — 1.500 пистолетов M1915/17были закуплены в 1940-х годах.[3]
- Италия — использовался армией, военно-воздушными силами, флотом и полицией.[4]
- Албания